# Kateh
Il kateh, o kata, è un piatto a base di riso della cucina iraniana originario delle provincie caspiche di Gilan e Mazandaran. Si prepara cuocendo il riso a fuoco medio previa marinatura con burro e sale, poi abbassando la fiamma a fuoco lento fino alla totale cottura. Il piatto viene servito a forma di semisfera (kata-qālebi). Il riso non viene sciacquato prima della cottura.
Il kateh può essere accompagnato da un khoresh, carne o pesce, oppure servito separatamente (kata-sefid) o ancora servito freddo e tagliato a mo' di losanga (kata-sard). Se unito ad altri ingredienti esso prende il nome di dami o dampokht.
Le prime menzioni di questo piatto risalgono al periodo Qajar. Il cuoco di Naser al-Din Shah Qajar descrive il kateh e il čelow identici nella preparazione, ma con la differenza che il kateh non viene cotto al vapore dopo l'intera cottura, ma raffreddato e tagliato. L'avventuriero franco-iraniano Jules Richard (Rishar Khan) lo definisce come kata-polow in un suo libro di cucina persiana, mentre una definizione del 1933 lo descrive a forma di pagnotta con il nome di polow-qālebi.